# Dentobunus selangoris
Dentobunus selangoris is een hooiwagen uit de familie Sclerosomatidae.